# Imerio Massignan
Imerio Massignan, né le 2 janvier 1937 à Altavilla Vicentina (Vénétie) et mort le 3 mai 2024 à Novi Ligure, est un coureur cycliste italien.

## Biographie
Professionnel de 1959 à 1970 dans diverses équipes (Legnano, Ignis, Bianchi, Salamini Vittadello, Pepsi, GBC), Imerio Massignan, 1,78 m, est vainqueur du Grand Prix de la montagne lors des Tours de France 1960 et 1961.
Son frère cadet Enrico (it) a également été cycliste professionnel. 

## Palmarès

### Palmarès année par année
- 1959
  - Bologna-Raticosa
  - 5e du Tour d'Italie
- 1960
  -  Classement de la montagne du Tour de France
  - 4e du Tour d'Italie
  - 4e du championnat du monde sur route
  - 8e du Tour de Lombardie
  - 10e du Tour de France
- 1961
  - Tour de France :
    -  Classement de la montagne
    - 16e étape

  - 2e du Tour de Lombardie
  - 3e du Tour de Romandie
  - 4e du Tour de France
  - 6e du Super Prestige Pernod
- 1962
  - 2e du Tour d'Italie
  - 6e du Super Prestige Pernod
  - 7e du Tour de France
- 1963
  - 3e du Tour de Toscane
  - 7e du Tour d'Italie
- 1965
  - 3e étape du Tour de Catalogne
  - 2e du Tour de Toscane
  - 3e du Tour des trois provinces
  - 3e de la Corsa Coppi
  - 9e du Tour d'Italie

### Résultats sur les grands tours

#### Tour d'Italie
10 participations
- 1959 : 5e
- 1960 : 4e
- 1961 : 11e
- 1962 : 2e
- 1963 : 7e
- 1965 : 9e
- 1966 : 19e
- 1967 : 24e
- 1968 : 29e
- 1969 : 34e

#### Tour de France
3 participations 
- 1960 : 10e, vainqueur du  classement de la montagne
- 1961 : 4e, vainqueur du  classement de la montagne et de la 16e étape
- 1962 : 7e